# Pozen (rivière)
La rivière Pozen est un affluent droit de la rivière Suceava en Roumanie. 

## Géographie
Il se déverse dans le Suceava à Satu Mare. Une partie de ses eaux est détournée par un canal du nord de Rădăuți vers la Suceava, près de Măneuți, en amont de son embouchure naturelle. 